# Michał Kobojek
Michał Kobojek (ur. 11 grudnia 1979) – polski muzyk jazzowy, saksofonista i klarnecista, założyciel Michał Kobojek Quartet.

## Życiorys
Ukończył naukę w Państwowym Studium Jazzowym przy Zespole Szkół Muzycznych im. F. Chopina w Warszawie. Jako muzyk debiutował w drugiej połowie lat 90. XX w., współtworząc i uczestnicząc w licznych formacjach muzycznych, w tym takich jak: Funky Four, Tootsie, Swingowa Orkiestra Dęta Ulicy Piotrkowskiej, Copro Combo, Fiesta Loca. Był członkiem łódzkiej grupy dixielandowej – Medicus Band oraz zespołu jazzowego Mainstreet Quartet. W 2001 oraz od 2005 koncertuje z zespołem Varius Manx.
Jako muzyk sesyjny, współpracował m.in. muzykami takimi jak: Ingrid Alberini, Marek Bałata, Urszula Dudziak, Krystyna Giżowska, Zbigniew Jakubek, Witold Janiak, Robert Janson, Paweł Kaczmarczyk, Petra Marklund, Bernard Maseli, Zbigniew Namysłowski, Tatiana Okupnik, Włodek Pawlik, Wojciech Pilichowski, Maciej Strzelczyk, Krzysztof Ścierański, Michał Urbaniak i Urszula, a także zespołami, jak m.in.: Bad Boys Blue, Cool Kids Of Death, Łzy i NOT.
Współpracował również przy ścieżkach dźwiękowych do filmów i seriali: „Fałszerze – powrót Sfory” (2006), „Ida” (2013), „Ludzie Chudego” (2010), „Superprodukcja” (2002), „Umarli ze Spoon River” (2006), „Wojna żeńsko-męska” (2011), „W pętach gorsetów” (2010), a także był kompozytorem muzyki do spektakli: „Dzieci z Bullerbyn” (reż. Konrad Dworakowski, Teatr Baj Pomorski w Toruniu) i „Dla Jennifer” (reż. Anna Ciszowska, Teatr Szwalnia w Łodzi).

## Dyskografia
- Michał Kobojek Quartet – My Firtst Time (2007)
- Michał Kobojek Quartet – The Outside (2016)[1]

## Wyróżnienia
- Nagroda Grand Prix Jazz Melomani (2000, 2010 i 2015), przyznawana przez Prezydenta Miasta Łodzi dla Najlepszego Łódzkiego Jazzmana;
- I nagroda na Krokus Jazz Festival 2007 (wraz z Mainstreet Quartet);
- I nagroda na Lotos Jazz Festival Bielska Zadymka Jazzowa 2009 (wraz z Mainstreet Quartet)[1];
- Nagroda specjalna za indywidualność solistyczną na festiwalu Jazz Nad Odrą 2009[5];
- Brązowy medal „Zasłużony Kulturze Gloria Artis” (2024)[7].